# Laevicephalus hamatus
Laevicephalus hamatus är en insektsart som beskrevs av Beamer 1938. Laevicephalus hamatus ingår i släktet Laevicephalus och familjen dvärgstritar. Inga underarter finns listade i Catalogue of Life.